# Engelnstedt
Engelnstedt ist einer von 31 Stadtteilen der kreisfreien Stadt Salzgitter in Niedersachsen, gelegen in der Ortschaft Nord und grenzt an Lebenstedt, die größte Ortschaft der Stadt. Er ist von der Landwirtschaft geprägt.
Engelnstedt gehörte bis zum 31. März 1942 zum Landkreis Wolfenbüttel und wurde durch einen Verwaltungsakt am 1. April 1942 ein Teil der Großstadt Watenstedt-Salzgitter. Am 23. Januar 1951 wurde diese amtlich in Salzgitter umbenannt.

## Geographie
Am südlichen Grenzgebiet von Engelnstedt hat sich im Laufe der Jahre ein Gewerbegebiet entwickelt. Der Stadtteil liegt in der Nähe der A 36 und A 39, den Zubringern zu den Bundesautobahnen A 2 und A 7.

## Geschichte

### Ortsname und Gründungszeit
Das Grundwort des Ortsnamens -stedt bedeutet im germanischen Sprachraum Stätte und war in Ostfalen über lange Zeiträume für die Benennung von Ortschaften in Gebrauch. Das Bestimmungswort des Ortsnamens wird mehrheitlich auf den Personennamen Engelmo oder Angilmo zurückgeführt Zur Gründung der „-stedt“ Orte wird allgemein angenommen, dass diese in der vorfränkischen Zeit stattfanden, Engelnstedt entstand also wahrscheinlich im 4. oder 5. Jahrhundert.
Ein erster schriftlicher Beleg für den Ort ist aus der Zeit um 800 überliefert. Diesen findet man im Codex Eberhardi, einem Verzeichnis der Güter des Klosters Fulda. Danach hat um 800 ein sächsischer Edler namens Reginho zusammen mit seiner Frau Adelburg dem Kloster Fulda einen Teil seiner Besitzungen übertragen, darunter auch Land in Engelstete. Weitere Nennungen des Ortes waren Inggilvenstide (1149), Engelminstad (1151), Ingelemstede (1277), Engellemestede (1323), Engelmstede (1475) und seit 1685 Engelnstedt.

### Zugehörigkeit
Engelnstedt lag im Mittelalter im Leraga (auch Leragau oder Liergau genannt), einem Teil der sächsischen Provinz Ostfalen. Seit der Zeit Heinrichs des Löwen gehörte die Region zum Herrschaftsbereich der Welfen. Aus diesem ging 1235 das Herzogtum Braunschweig-Lüneburg hervor. Nach dessen Teilung im Jahr 1269 gehörte Engelnstedt zum Fürstentum Braunschweig-Wolfenbüttel. Das Fürstentum gliederte sich Mitte des 16. Jahrhunderts in vier Distrikte, wobei Engelnstedt zum Wolfenbüttelschen Distrikt zählte. Die Distrikte wiederum waren in Ämter eingeteilt und Engelnstedt gehörte zum Amt Lichtenberg. Herzog Karl I. ließ die Ämter Lichtenberg, Gebhardshagen und Salder 1774 zum Amt Salder zusammenlegen, dessen Sitz ab 1795 das Schloss Salder war. In der Zeit des Königreichs Westphalen (1807 bis 1813) gehörte Engelnstedt zum Kanton Salder und damit zum Distrikt Braunschweig im Departement der Oker. Der Kanton Salder wurde 1808 in zwei Munizipalitäten aufgeteilt, wobei Engelnstedt zusammen mit Bleckenstedt, Hallendorf, Lebenstedt, Sauingen und Üfingen zur 1. Munizipalität gehörte. Nach dem Wiener Kongress 1814/15 wurde das Herzogtum Braunschweig in den Grenzen des alten Fürstentums wiederhergestellt. Die ehemaligen Kantone Gebhardshagen, Salder und Lesse wurden zum Kreisgericht Salder (später Kreisamt Salder) zusammengefasst und dem Distrikt Wolfenbüttel zugeteilt, der 1832 zur Kreisdirektion Wolfenbüttel wurde.
Nach Ende des Ersten Weltkrieges wurde der Freistaat Braunschweig zum Nachfolger des Herzogtum Braunschweigs – ab 1933 als „Land Braunschweig“ – und Engelnstedt wurde ein Teil des Kreises Wolfenbüttel. Seit dem 1. April 1942 gehört Engelnstedt der neugegründeten Stadt Watenstedt-Salzgitter an – dem heutigen Salzgitter.

### Entwicklung der Ortschaft
1318 erhielten die Grafen von Wohldenberg 13 Hufe und das Patronatsrecht in Engelnstedt zum Lehen. 1492 und 1602 wurde das Dorf von Braunschweigern überfallen und geplündert.
1802 lautete die geografisch-statistische Beschreibung der Gemeinde wie folgt:

„Engelnstedt, ein Pfarrdorf, zwei Stunden von Lichtenberg und drei Stunden von Wolfenbüttel, mit einer Kirche, einer Pfarre, einer Opferei, fünf Ackerhöfen, sechs Halbspännerhöfen, 17 Kothöfen, zehn Brinksitzerstellen, 42 Feuerstellen und 348 Einwohnern. Auf der Pfarre, deren Patron der Landesherr, so wie der der Opferei das Konsistorium ist, haftet eine Superintendentur, zu der die Pfarre von Engelnstedt, Bruchmachtersen, Broistedt, Köchingen und Bodenstedt gehören. Die Gemeinde hat ihre Holzung und einen einträglichen Steinbruch auf dem Hardewege. Von den Einwohnern wird sehr viel Spätflachs gebaut, und man findet Haushaltungen, woraus jährlich für 200 Reichstaler an Kaufgarn gesponnen wird. Engelnstedt besitzt eine Roßölmühle.“

### Hexenverfolgung zu evangelischer Zeit
1665 wurde Adelhaid Neddermeyer angeklagt mittels Hexerei u. a. ihren Anverwandten Kurt Neddermeyer vor Schaden behütet zu haben. Nach ihrer Festsetzung in Lichtenberg verweigerte Adelhaid Neddermeyer jegliche Nahrungsaufnahme und starb 1665 im Gefängnis.

### Bevölkerungsentwicklung
| Jahr | Einwohner |
| ---- | --------- |
| 1821 | 375       |
| 1848 | 388       |
| 1871 | 339       |
| 1910 | 389       |
| 1925 | 402       |
| 1933 | 367       |
| 1939 | 391       |
| 1946 | 629       |
| 1950 | 608       |

| Jahr | Einwohner |
| ---- | --------- |
| 1960 | 461       |
| 1970 | 505       |
| 1980 | 772       |
| 1990 | 784       |
| 2000 | 837       |
| 2006 | 830       |
| 2010 | 812       |
| 2012 | 813       |
| 2014 | 799       |

| Jahr | Einwohner |
| ---- | --------- |
| 2016 | 779       |
| 2018 | 750       |
| 2019 | 759       |
| 2020 | 753       |
| 2021 | 746       |
| 2022 | 746       |
| 2023 | 743       |
| 2024 | 740       |

## Kirche

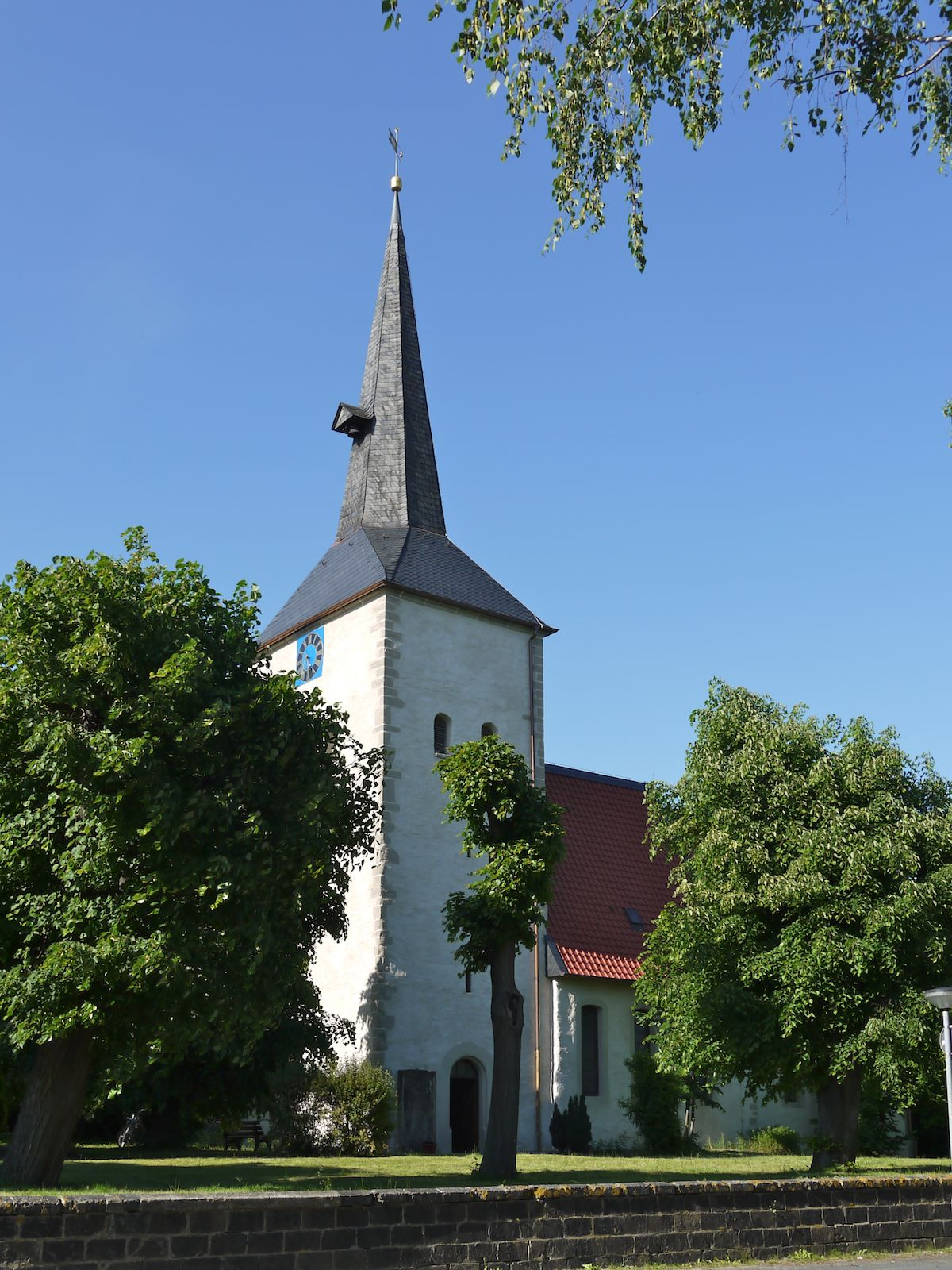
Kirche St. Cosmas und Damian von Salzgitter-Engelnstedt

Die 2007 den Heiligen Cosmas und Damian geweihte Kirche wurde etwa im Jahr 1313 gebaut. Das im romanischen Stil in Bruchstein gemauerte Gebäude ist 22,5 m lang, das Kirchenschiff ist 8,1 m breit, Turm und Chorbau sind etwas eingerückt. Der 27 m hohe Turm ist schiefergedeckt, die Turmuhr wurde 1886 von der Firma J. F. Weule gefertigt.
In einem Verzeichnis kirchlicher Besitztümer (Corpus bonorum) von 1753 wird von der Kirche berichtet, dass diese 1542, als schmalkaldische Truppen Herzog Heinrich II. aus seinem Herzogtum vertrieben, verwüstet worden sei, eine Glocke wurde zerschlagen und eine weitere sowie verschiedene Kirchengeräte seien entwendet worden. besitzt die Kirche zwei Glocken. Die kleinere der beiden stammt von 1635 und trägt die Aufschrift „Heinrich Borstelmann hat mich gegossen. Anno 1635. Soli deo gloria“. Die zweite Glocke wurde 1956 von der Glockengiesserei Rincker gegossen und trägt die Aufschrift „Ehre sei Gott in der Höhe und Frieden auf Erden und den Menschen ein Wohlgefallen“ (Luk. 2,34). Zwei andere Glocken der Kirche wurden in den beiden Weltkriegen eingezogen und eingeschmolzen.
Die hölzerne Altarwand mit der Hochkanzel ist im Stil des klassizistischen Barocks verziert. Die Aufschrift der Hochkanzel lautet „Seelig sind die das Wort Gottes hören und bewahren“ und enthält als Chronogramm das Baujahr 1737 des Altars. Links der beiden gedrehten und korinthischen Säulen zeigt die Altarwand eine Darstellung des gekreuzigten Jesus, rechts den auferstandenen Jesus. Der aus Elmsandstein gefertigte Taufstein in der Mitte des Altarraums wurde 1947 von der Lebenstedter Bildhauerin Ilse Becher entworfen und gearbeitet.
Zum Inventar der Kirche gehört ein Abendmahlskelch, dessen Entstehung auf die Mitte des 13. Jahrhunderts datiert wird. Eine Inschrift auf dem Fuß des Kelches besagt, dass dieser früher im Zisterzienserkloster Mariental bei Helmstedt gestanden hat. Weiter besitzt die Kirche zwei Messingleuchter, die 1679 gestiftet worden waren. Die Orgel mit ihren 540 Pfeifen wurde 1885 von der Orgelbaufirma Weule aus Braunschweig gefertigt.

## Politik

### Wappen
Blasonierung: „In Blau eine goldene Rose über einem aus dem Schildfuß wachsenden silbernen Rentier.“
Das Rentier erinnert daran, dass bereits in der Altsteinzeit Jäger das heutige Salzgittergebiet durchstreiften. 1952 grub man in der Nähe von Engelnstedt Reste von Rentierknochen und Feuerstein aus, die auf diese Zeit hindeuten. Das Rentier weist auch auf den berühmtesten Sohn Engelnstedts hin – den Künstler und Lapplandforscher Gustav Hagemann (1891–1982). Dieser erforschte Flora und Fauna der Region nördlich des Polarkreises und dokumentierte die dortige Umwelt als Maler und Bildhauer. Auf seinen Grabstein in Engelnstedt – hier wurde ihm auch ein Denkmal errichtet – ist ein stilisiertes Rentiergeweih angebracht.
Mit der goldenen Rose wird an die Herren von Saldern erinnert, deren Wappenbild eine Rose war und die im Mittelalter enge Beziehungen zu Engelnstedt unterhielten. Die Wappenfarben Blau-Gelb, die braunschweigischen Landesfarben, verweisen auf die jahrhundertelange territoriale Zugehörigkeit Engelnstedts zum Herzogtum und Land Braunschweig.
Das Wappen wurde am 17. November 2005 von einer Bürgerversammlung als Ortswappen von Salzgitter-Engelnstedt angenommen.

## Sprache und Dialekt
Bis in die 1950er- und 1960er-Jahre wurde hier noch das südniedersächsische Platt, eine Unterart des Ostfälischen Großdialekts, gesprochen, der sich von der Braunschweiger Mundart stark unterschied. Engelnstedt fand Eingang in die Literatur in dem im Jahr 1856 von Kantor Karl Gottfried Querner aus Helmstedt verfassten Buch "Das Vaterland in Rätseln". Eines dieser Rätsel bezieht sich auf Engelnstedt:

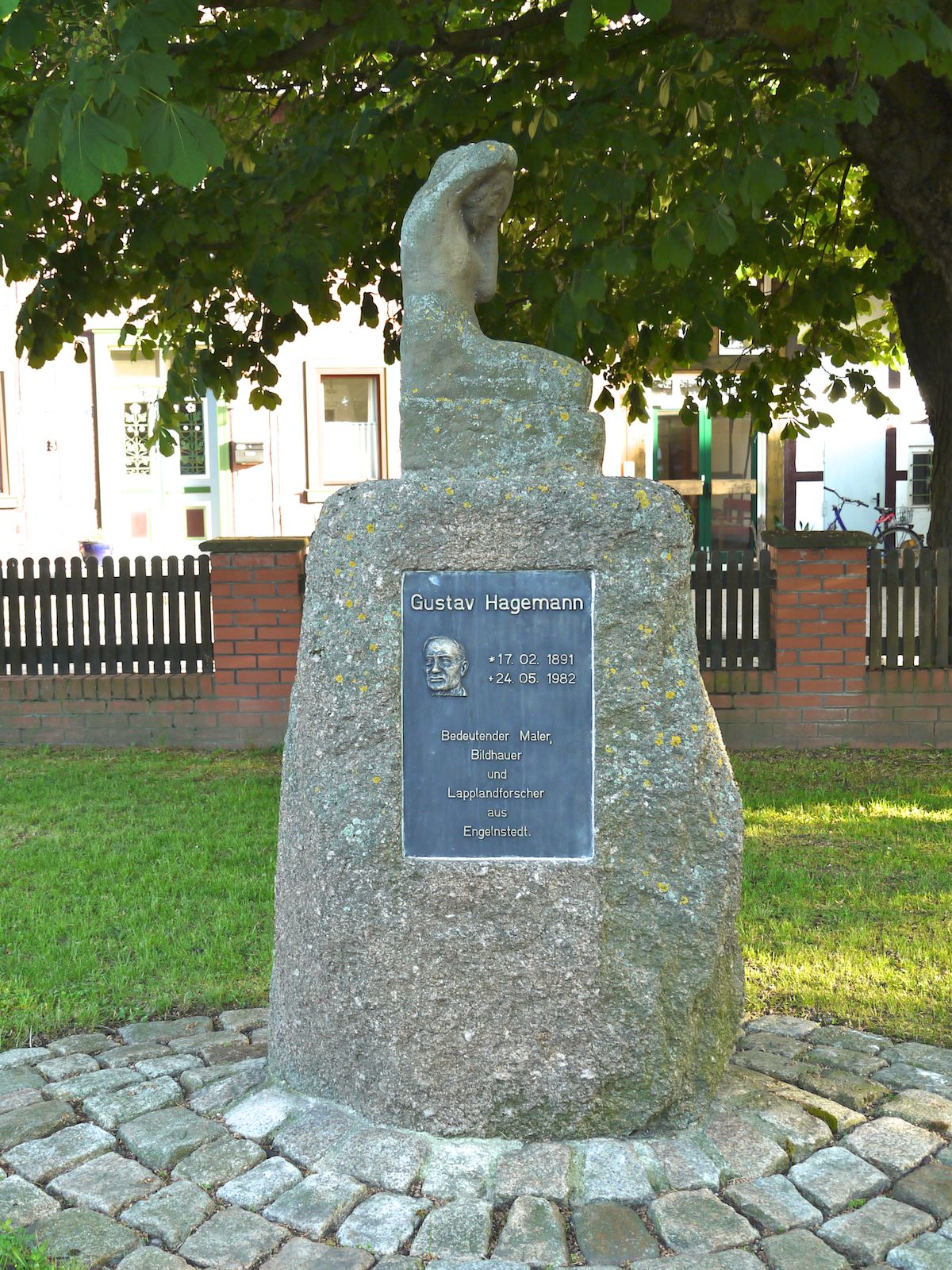
Denkmal für Gustav Hagemann in Engelnstedt

1. Von 2 Sylben still bewacht.

schläft der Säugling in der Nacht;

ungesehen, nach Kindeswahn,

sie sich leis der dritten nahn.

2. Auf dem Lebenspfad verirrt,

sind die 2 Dir treuer Hirt!

Wirst im Kampf um Kraft Du flehn;

schützend sie an dritter stehn.
3. Auch an der Entschlafnen Grab

lächen beide still hinab;

Wehn der dritten ew'gen Ruh',

mit Cypressenzweigen zu!

4. In der beiden still Geleit

ist die dritte dann nicht weit. -

O! Dir wird wohl nimmer bang,

führen sie Dich lebenslang!

## Kulinarische Spezialitäten
Selten wurden in Engelnstedt Schweine unter vier Zentnern geschlachtet. Zum Schlachtefrühstück gab es gegartes Bauchfleisch und Kopf. Die Wurst wurde mit Pfeffer, Salz, die Sülzen mit Kümmel und Essig, die Knackwurst mit Thymian gewürzt. Aus einem Teil des Metts wurden Schmor- und Brägenwürste gefertigt.

## Persönlichkeiten
- Gustav Hagemann (1891–1982), Maler und Forscher